# Acción Cultural Española
Acció Cultural Espanyola (AC/E) és una societat estatal creada per difondre la cultura espanyola, dins i fora del territori nacional espanyol. Els objectius d'AC/E són promocionar i difondre les diverses realitats culturals d'Espanya, articular projectes de les institucions culturals espanyoles i promoure la “Marca Espanya” al'exterior.

## Història d'AC/
Acció Cultural Espanyola (AC/E) neix de la fusió de les tres societats estatals preexistents, dedicades a promoure i difondre la cultura espanyola i la “Marca Espanya” tant dins com fos del país. Aquestes societats van ser: 
- Societat Estatal de Commemoracions Culturals (SECC).
- Societat Estatal per a l'Acció Cultural Exterior (Seacex).
- Societat Estatal per a Exposicions Internacionals (SEEI).

L'origen d'aquesta institució parteix de la fusió d'aquestes tres societats. Va ser adoptadaal Consell de Ministres del 30 d'abril de 2010. AC/E va ser constituïda com a tal el 21 de desembre de 2010, substituint a les societats preexistents i la seva fundació s'emmarca en el Pla de Racionalització del Sector Públic Empresarial, que el seu objectiu principal era la reducció de la despesa de l'Estat i el sanejament de l'Administració Pública.